# Белшина (Бобруйск)
Белшина Бобруйск (на беларуски: ФК „Белшына Бабруйск“) е беларуски футболен отбор от град Бобруйск. Шампион на Беларус за 2001 г. и трикратен носител на Купата на Беларус. Името му всъщност е скъратено название на Беларуския завод за производство на гуми.

## Мачове с български отбори
Добре познат отбор на феновете на ЦСКА, който „армейците“ отстраняват в Купата на УЕФА през 1998-1999 след 0:0 като гост и 3:1 у дома.

## Успехи
- Шампион на Беларус (1): 2001
  - Сребърен медалист (1): 1997
    - Бронзов медалист (2): 1996, 1998
- Носител на Купа на Беларус (3): 1997, 1999, 2001